# Lache (Kinzig)
Die Lache  ist ein gut 12 km langer, linksseitiger und südöstlicher Zufluss der Kinzig im Main-Kinzig-Kreis in Hessen. Von der Quelle bis unterhalb des Ortes Niederrodenbach trägt sie den Namen Rodenbach.

## Name
Zur Herkunft des Namens Rodenbach existiert eine Sage.

„Einst zog der Kaiser (Friedrich Barbarossa) mit einem schwachen Gefolge die jetzige Birkenhainer Straße um nach Mainz zu gelangen. Da begab es sich, daß unfern des Baches, der nun Rodenbach heißt, eine Schaar seiner Feinde – denn an diesen fehlte es ihm nicht, weil er unerbittlich streng gegen die Pfaffen und Raubritter war – ihm aufgelauert hatte und über ihn und seine Begleiter herfiel. So tapfer er sich nun auch mit seiner Umgebung wehrte, so hätten sie doch der Uebermacht erliegen müssen, wären nicht die Bewohner der hohen Mark, wie damals die Umgend von Alzenau hieß, zu seiner Hilfe herbeigeeilt. So wurden seine Feinde in die Flucht getrieben und so viele von ihnen erschlagen, daß ihr Blut das Wasser des Baches roth färbte, wovon dieser den Namen Rothenbach, woraus später Rodenbach geworden ist, bekam.“

## Geographie

### Verlauf
Der Rodenbach entspringt südöstlich von Oberrodenbach auf den westlichen Ausläufern des hessischen Spessart. Er durchfließt zunächst grob in westnordwestlicher Richtung die beiden Ortsteile Ober- und Niederrodenbach, Gemeinde Rodenbach. Westlich von Niederrodenbach tritt er in das Auewaldgebiet der Bulau ein. Ab hier wird der Rodenbach als Lache bezeichnet. Die Trennung erscheint erst auf offiziellen Karten seit 1956 und geht wohl auf einen Irrtum zurück. In älteren Werken wurden lediglich verschiedene Neben- und Altarme der Kinzig als Lachen bezeichnet.
Der Bach teilt sich am Unterlauf aufgrund des geringen Gefälles und der langsamen Fließgeschwindigkeit in mehrere stark mäandrierende Arme auf, die zur Kinzig streben. Er passiert einige gut erhaltene Abschnitte des Obergermanisch-Raetischen Limes und mündet schließlich westlich des Hanauer Kreuz (A 45/A 66) in die Kinzig.

### Flusssystem Kinzig
- Fließgewässer im Flusssystem Kinzig

### Ortschaften
Die Ortschaften an der Lache / am Rodenbach sind:
- Oberrodenbach
- Niederrodenbach
- Erlensee-Rückingen
- Hanau

## Daten und Charakter
Die Lache ist ein silikatischer Mittelgebirgsbach. Ihr oberirdisches Einzugsgebiet umfasst ein Gebiet von 2.008,31 ha.
Der Ober- und Mittellauf hat ein leicht bewegtes Relief und wird durch Wälder, Wiesen- und Weidelandschaften bestimmt. Im Unterlauf durchfließt die Lache ein größeres zusammenhängendes Auewaldgebiet. Der Mittlere Abfluss (MQ) beträgt 138 l/s.